# 중화인민공화국 헌법

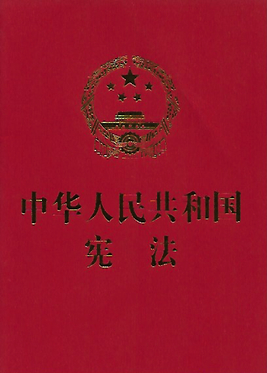

중화인민공화국 헌법(중국어 간체자: 中华人民共和国宪法, 정체자: 中華人民共和國憲法, 병음: Zhōnghuá Rénmín Gònghéguó Xiànfǎ)은 중화인민공화국의 헌법이다. 1954년에 제정되었으며 1975년, 1978년, 1982년에 새롭게 개정되어 기존의 공산주의적 색채를 줄인 수정 헌법이 완성되었다. 2018년에는 '국가주석직 2연임 초과 금지' 조항 삭제를 담은 헌법 개정안이 찬성 2958표, 반대 2표, 기권 3표, 무효 1표의 압도적인 찬성으로 통과되어, 시진핑 국가주석이 장기집권을 할 수 있게 됐다.

## 헌법 소개
법리적으로 가장 높은 법적 효력을 가지며 중화인민공화국의 모든 법률 시스템의 기초이다.

### 헌법에 소개되어 있는 중국의 정부 기구
- 정부분과(6개) - 입법, 행정, 군사, 감찰, 재판, 검찰
- 국가원수: 중화인민공화국의 주석
- 입법기관: 중화인민공화국 전국인민대표대회 및 그 상무위원회
- 행정기관: 중화인민공화국 국무원
- 사법기관: 중화인민공화국 최고인민법원, 중화인민공화국 최고인민검찰원
- 국가구조는 단일제이며, 홍콩, 마카오와 일국양제의 관계이다.
- 선거인단은 존재한다, 전인대는 국가주석과 군사, 감찰, 재판, 검찰기관의 지도자를 선출하고 국무원 총리를 임명한다.

## 헌법의 내용
중화인민공화국의 현행 헌법은 서문, 총강령, 공민의 기본권리와 의무, 국가기구 및 국기, 국가, 국장, 수도의 다섯 부분으로 구성된다.
- 서문의 내용

건국 역사, 중국 공산당의 기본 정책과 기본 국책, 국가의 기본 성격과 기본 형식, 헌법의 효력이 소개되어 있다.
- 국가기관 부분

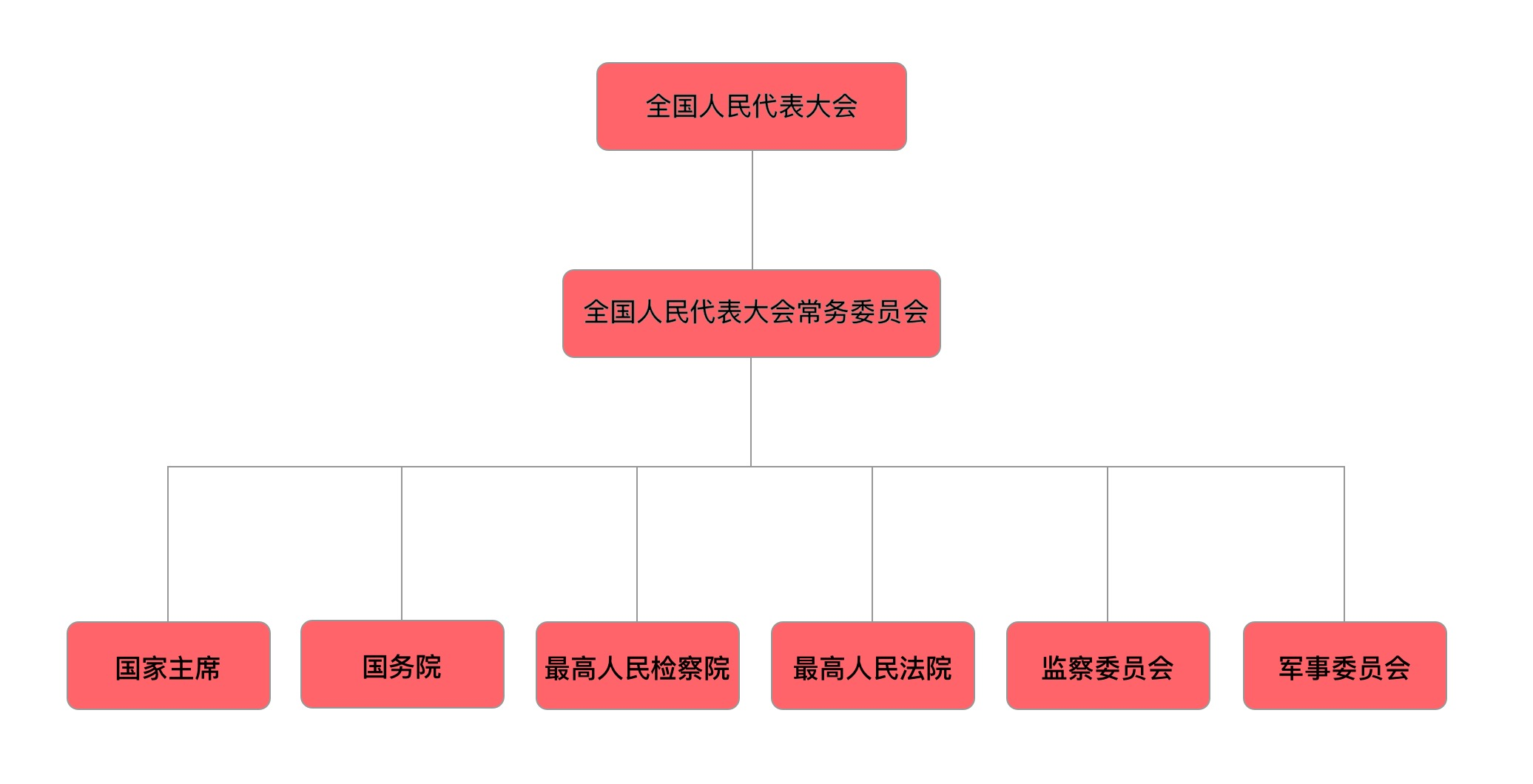
중화인민공화국의 국가 기구

전국인민대표대회는 최고 권력기관으로 입법기관으로 규정되어 있다.  인민대표대회제를 실시하고 최고 국가행정기관인 중앙정부, 즉 중화인문공화국 국무원이 전국인민대표대회에 책임을 진다.
중화인민공화국 주석은 형식적인 국가수반, 정부 업무를 책임지지 않지만, 정부수반(행정부 최고책임자, 행정수반)인 국무원 총리를 지명해 전국인민대표대회에 넘길 수 있다.
- 사법기관 부분

중화인민공화국의   최고인민법원 줄여서 최고법, 최고법원은 중국인민공화국의 최고 국가재판기관으로 각종 사건을 심리하고 사법해석을 제정하며 지방 각급 인민법원과 전문인민법원의 재판업무를 감독하고 법에 따라 전국법원의 사법행정업무를 관리하며 전국법원의 집행업무를 관리, 조정한다. 또한 최고인민법원의 재판은 최종심이며 항소할 수 없다.
- 마지막 부분

중국의 국장

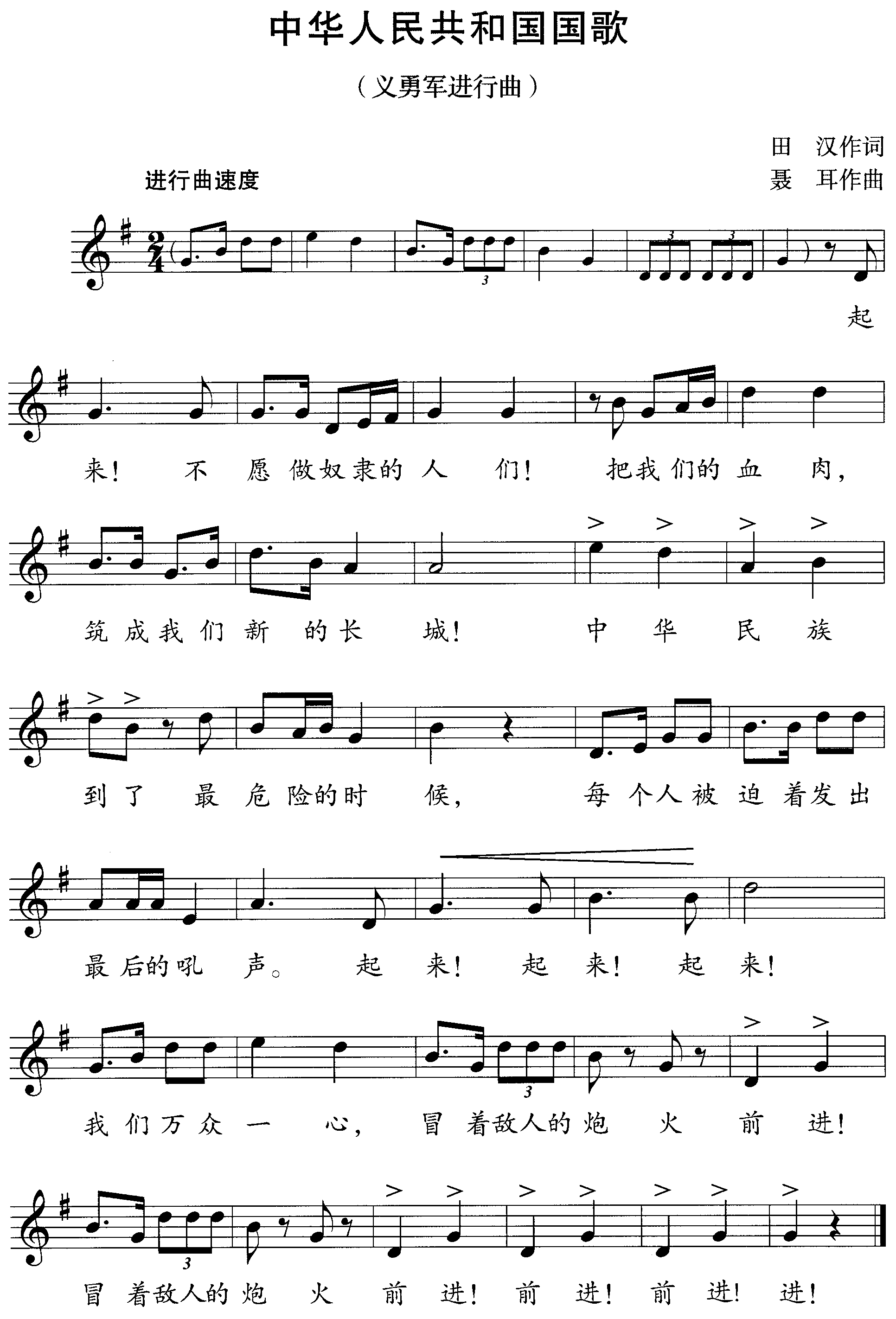
의용군행진곡

중국의 국기

국가의 기본 마크인 국기, 의용군행진곡(국가), 국장 등이 규정돼 있다.

## 헌법 시행

### 헌법 공포
중화인민공화국 헌법은 발효일을 정하지 않았으며 통과일,공포일 및 발효일은 모두 같은 날이다.
이에 대응하여 중화인민공화국 민법 총칙, 중화인민공화국 형법,중화인민공화국 민법전 등 일반법은 모두 부칙에 발효일을 정했다.

### 헌법 해석
헌법 제62조 제1항에는 전국인민대표대회는 헌법을 개정할 권리가 있고 제64조는 헌법개정 절차를 규정한다.
중화인민공화국 입법법 제2장 제4절 제42조는 중국 법률이 다음 상황 중 하나에 해당하는 경우 전국인민대표대회 상무위원회가 해석해야 한다고 규정되어 있다.
제2장 제4절 제42조
1)법률의 규정은 더욱 구체적인 의미를 명확히 할 필요가 있다.
2)법률 제정 후 새로운 상황이 발생한 경우 적용 가능한 법적 근거를 명확히 해야한다.

### 위헌 심사
중화인민공화국 헌법 제67조에서 헌법 해석권은 전국인민대표대회 상무위원회에 있다고 규정한다.

### 위헌 심사의 사례
- 인신손해배상 기존 도농차이 문제에 대한 위헌심사

최고인민법원의 사법해석 규정에 따라 인신손해배상 사건에서 도시주민과 농촌주민에 대해 각각 도시주민 1인당 가처분소득과 농촌주민 1인당 순소득을 기준으로 장애보상금과 사망보상금을 산정하도록 규정했고 따라서 전국인민대표대회 상무위원회 법제업무위원회는 최고인민법원과 소통하여 시범경험을 종합하여 인신손해배상제도를 적시에 수정, 개선하고 도시와 농촌 주민의 인신손해배상기준을 통일할 것을 건의
- 민간항공발전기금 징수에 대한 위헌 검토

2020년 전국인민정치협상회의 회의에서 전국인민정치협상회의 위원이 민간항공발전기금 징수에 대한 합헌성 검토 제안을 제출했다. 이에 따라 전국인민대표대회 상무위원회 법제업무위원회는 민간항공발전기금 징수가 헌법 제13조 3항에 규정된 사유재산의 징수 또는 징수에 해당하지 않으며 헌법에 저촉되는 문제가 없다고 판단
- 민족학교 민족언어교육 위헌심사

2020년 전국인민대표대회 상무위원회 법제공작위원회는 지방법규 중 각급 각 민족학교는 자기 민족언어문자 또는 자기 민족이 통용하는 언어문자를 사용하여 교습해야 한다 및 현지 교육행정부서의 동의를 얻어 조건부 민족학교의 일부 과정을 중국어 문자로 강의할 수 있다에 대한 위헌심사 진행하였고 헌법 제19조 5항의 국가보통어 보급에 관한 규정과 국가보통어문자법, 교육법 등 고나련 법률의 규정과 일치하지 않는다고 심사, 제정기관에 수정을 요구

## 효력상실논란
1954년 헌법이 창안돼 여러 차례 개정된 이후 점점 길어지고 있는 정치적 선언식 헌법 서문, 머리말과 본문이 동일한 법적 효력을 갖는지, 나아가 헌법 머리말과 본문이 서로 모순되는지를 놓고 논란이 일고 있다.

## 같이 보기
- 인민민주독재
- 인민민주주의
- 프롤레타리아 독재
- 국가자본주의
- 하나의 중국